# Farasdués
Farasdués es una localidad española del municipio de Ejea de los Caballeros, perteneciente a la provincia de Zaragoza, en la comunidad autónoma de Aragón. Está ubicada en la comarca de las Cinco Villas.

## Geografía
El término de Farasdués ocupa la zona norte del territorio de Ejea de los Caballeros y linda con los términos de Biota por el oeste, Luesia por el norte y Orés y Asín por el este. Años atrás limitó por el oeste con el antiguo término municipal de Malpica de Arba, absorbido por Biota tras separarse en el siglo XIX de Uncastillo.
Junto a su casco urbano discurre de norte a sur el río Farasdués, procedente de Luesia y Orés y que desemboca en el Arba de Luesia, uno de los dos brazos del río Arba. Por sus cercanías pasa el canal de las Bardenas, que distribuye en la zona el agua procedente del embalse de Yesa, en la cuenca del río Aragón.

## Historia
Si bien hay yacimientos arqueológicos en la zona que datan del siglo I d. C. aparece desde finales del siglo XV como una aldea dependiente de Luesia. Esta situación se prolongaría hasta el siglo XIX, cuando alcanzó el estatus de municipio independiente.
A comienzos del siglo XX su economía estaba basada en el cultivo de cereales, vino y legumbres, además de la cría de ganado.
El municipio de Farasdués desapareció en 1971, al ser incorporado al de Ejea de los Caballeros.

## Demografía
| Gráfica de evolución demográfica de Farasdués entre 1842 y 1970 |
| |
| Población de derecho según los censos de población del INE Población de hecho según los censos de población del INEEn este censo se denominaba Farandues y el Coto Real de Miana: 1842 Entre el censo de 1981 y el anterior, este municipio desaparece porque se integra en el municipio 50095 (Ejea de los Caballeros) |

Farasdués, desde 2019, ya no cuenta como unidad poblacional para el Instituto Nacional de Estadística, siendo englobado en la población del municipio de Ejea de los Caballeros.
Evolución de la población en el siglo XXI
| Gráfica de evolución demográfica de Farasdués entre 2000 y 2018    |
|                                                                    |
| Población de derecho (2000-2018) según el padrón municipal del INE |

## Fiestas patronales

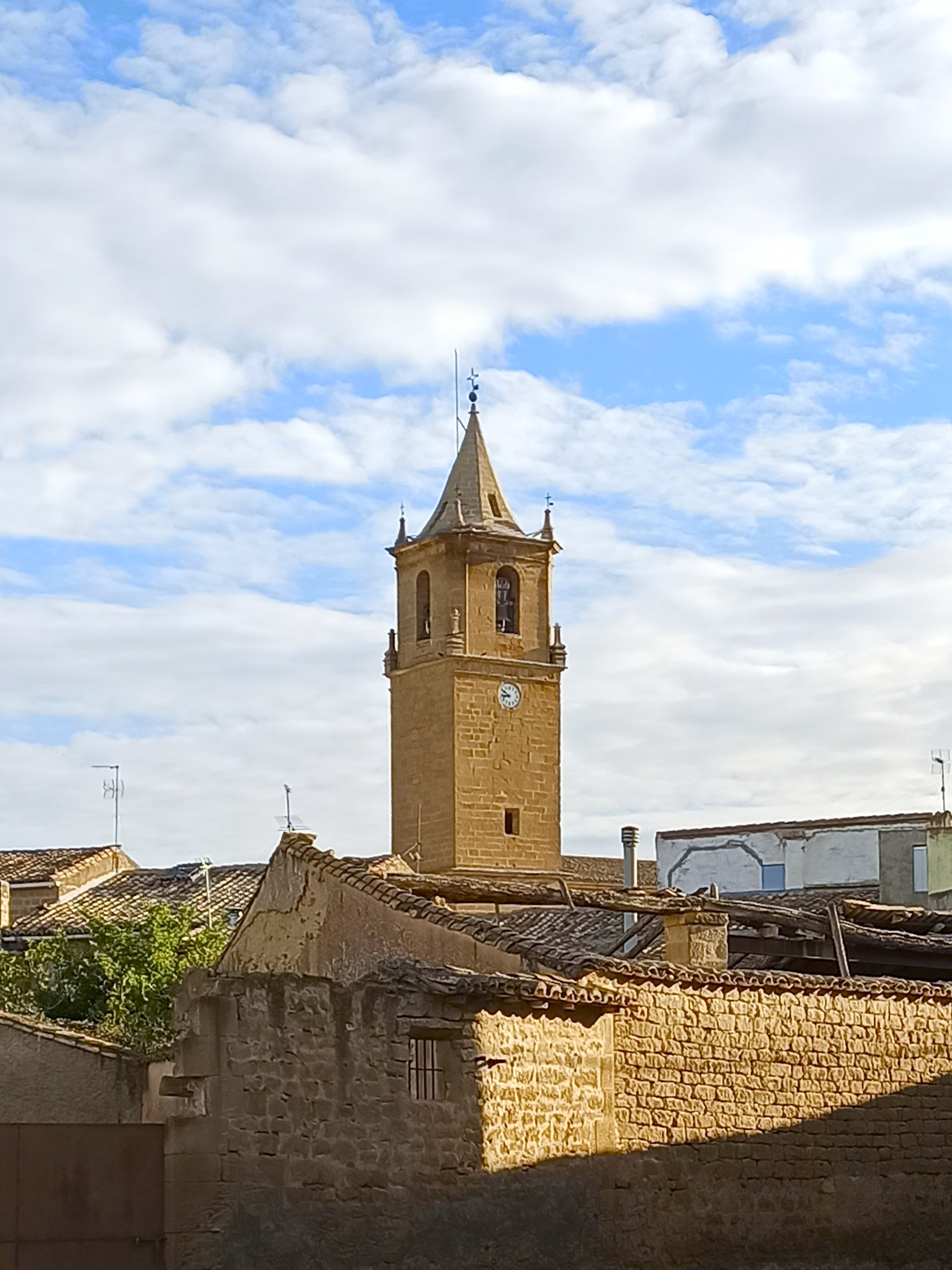
Torre de la iglesia de Nuestra Señora de la Esperanza

### San Antonio de Padua
En honor a San Antonio de Padua, se celebran fiestas entre los días 10 y 15 de agosto, que coinciden con el día de la  Virgen de Agosto. Son organizadas por la comisión de fiestas de la asociación de vecinos, quienes desarrollan actividades y actos para entretener a sus vecinos. 
La celebración religiosa durante las fiestas incluye misa y procesión del santo, adornado con bollería previamente bendecida por el sacerdote de la localidad, por las calles del pueblo llevado por los mozos o quintos, jóvenes que alcanzan la mayoría de edad ese año. Se ameniza además con una charanga musical que recorre también las calles del pueblo y termina en el lavadero de la fuente. 
También se celebra una comida popular en la que todos los vecinos, bien en familias o en grupos de amigos, que se reúnen para comer rancho de carne o paella. 

#### Colocación del mayo
La colocación del mayo es uno de los actos más destacados. Se corta el árbol más alto y más recto del cauce del río, normalmente un chopo, y se transporta y coloca en el centro de la plaza del pueblo como símbolo de la celebración.

#### Derribo del mayo
Se realiza a finales de septiembre y consiste en el derribo del árbol colocado durante las fiestas patronales. Tras la caída del mayo, se celebra una cena popular para todos los asistentes.

### Santa Orosia
Las fiestas en honor a Santa Orosia, se celebran el primer sábado del mes de junio en honor de la patrona del pueblo, con una romería hasta la ermita de Santa Orosia, donde se celebra una misa solemne y posteriormente una comida popular amenizada con una charanga. 

### Hogueras de Santa Bárbara
Aunque no se consideran oficialmente fiestas de la localidad, se celebran en honor de Santa Bárbara, los primeros días del mes de diciembre. Se recoge leña en el monte y se organiza en la plaza del pueblo una gran hoguera. A continuación y aprovechando las brasas de la leña quemada, se cocinan productos cárnicos y se ofrecen a los visitantes.

## Lugares de interés

### Bustum romano de San Jorge
Estructura funeraria situada al suroeste de Farasdués, se llega a él por el camino de la vega o el camino de Biota. Es un edificio de planta rectangular de 5,5 m de largo y 3,5 m de ancho, con muros de grandes sillares bien labrados. Este edificio puede datarse del siglo I después de Cristo, siendo en elemento singular del panorama arqueológico de las Cinco Villas. 

### La Marcuera
Grupo de montes poblados de gran vegetación, con cuevas y simas donde se encontraron antiguos restos humanos. Destaca el pico Puyáguila con 561 metros de altitud, desde donde se divisa todo el término de Farasdués, así como Biota, gran parte de la huerta de Rivas y Ejea de los Caballeros.

### Embalse o pantano de San Bartolomé
El embalse de San Bartolomé está situado en el término municipal de Biota y se llega a él por el camino de la vega o por el desvío existente en el kilómetro 8 de la carretera de Ejea de los Caballeros a Farasdués. Es un lugar muy visitado por los amantes de los deportes acuáticos como el kitesurf y de la pesca. Barbos, percas, carpas, truchas y lucios conviven en sus aguas.

### Los Tres Hermanicos
Llamados así la similitud entre los tres montes, donde predominan una gran cantidad vegetación, especialmente pinos. Se hallan situados al este de Farasdués, a 2 km por el camino de Santa Orosia una vez pasada la ermita.

### Pozo trian, barranco y cantera mesa
Zona conjunta situada al sureste del pueblo. La naturaleza ha unido un salto de agua en el pozo, una montaña de pinos y vegetación, y un barranco con cuevas, grutas y erosiones.

### Lavaderos o tintes romanos del cuatrón
Grandes piedras en las cuales los romanos picaron huecos de grandes dimensiones, comunicados unos con otros por unos pequeños canales destinados al lavado y tinte de las ropas.

## Personas notables
- Francisco Antonio Ebassún Martínez, «Martincho», torero del siglo XVIII.

## Asociaciones
- CDE Caballos de Martincho
- Asociación de jubilados Santa Orosia
- Fundación Farasdués para el Desarrollo y la Integración
- Asociación de vecinos San Antonio
- Asociación Renace Farasdués
- Asociación juvenil de Farasdués Ajufa